# عبد الغاية سواحل
عبد الغاية سواحل هيَ قرية مغربية تنتمي إلى إقليم الحسيمة الساحلي، وتضم بلدة عبد الغاية سواحل حوالي 24,013 نسمة حسب إحصائية عام 2004.